# Morpho priameis
Morpho priameis är en fjärilsart som beskrevs av Kotzsch 1935. Morpho priameis ingår i släktet Morpho och familjen praktfjärilar. Inga underarter finns listade i Catalogue of Life.